# ヒュー・ドライデン
ヒュー・ドライデン(Hugh Latimer Dryden、1898年7月2日-1965年12月2日)は、アメリカ合衆国の航空学者、公務員である。1958年8月19日から死去するまで、NASA長官代理を務めた。

## 生い立ち
ドライデンはサミュエル・アイザック(Samuel Isaac)とノバ・ヒル・カルバー・ドライデン(Nova Hill Culver Dryden)の息子として、メリーランド州ポコモケシティに生まれ、地域で有名なメソジストの聖職者に因んで名づけられた。父は1907年恐慌の際に職を失い、一家はメリーランド州ボルチモアに移住した。
数学を先行して14歳でボルチモアシティカレッジ（高校に相当）を卒業し、同校で史上最年少の卒業生となった。数学の成績優秀によりピーボディ賞を受賞し、奨学金を得てジョンズ・ホプキンズ大学に通った。わずか3年で優秀成績で卒業し、1916年には物理学の修士号を得た。論文のタイトルは"Airplanes: An Introduction to the Physical Principles Embodied in their Use."であった。
1918年からアメリカ国立標準技術研究所(NIST)に勤務し、測定基準調査官となった。ジョセフ・エイムズの支援と影響を受け、NISTの風洞部門に異動となり、大学院で流体力学を学んで、1919年に博士号を得た。1919年、20歳の時にジョンズ・ホプキンズ大学で物理学と数学の博士号をえたのは、この大学での博士号授与最年少記録であった。論文のテーマは、"Air Forces on Circular Cylinders"だった。
1920年には、NISTに新設された航空力学部門のディレクターとなった。ライマン・ブリッグスとともに、音速近くの翼の研究を行った。また気流、乱流、特に境界層現象の問題の航空力学的な研究のパイオニアとなった。彼の研究はP-51その他、第二次世界大戦中の航空機の翼の設計に貢献した。
彼は1934年までにNISTの力学音響部門のチーフに指名され、1939年にアメリカ航空諮問委員会(NACA)のメンバーとなった。
第二次世界大戦が始まると、アメリカ空軍の顧問を務めた。レーダー誘導爆弾ASM-N-2 BATの開発を主導し、これは1945年4月に実戦配備されて日本の駆逐艦を沈めた。
戦後の1946年に、彼はNACAの航空学研究ディレクターとなり、研究試験用ロケット航空機X-15の開発を指揮した。また、垂直/短距離離着陸機の開発や大気圏再突入の研究も行った。
1947年から1958年10月まで、NASAの前身であるNACAのディレクターを務めた他、大統領直属科学諮問委員会(PSAC)を含め、様々な政府系の諮問委員会に参加した。1941年から1956年まで、Journal of the Institute of the Aeronautical Sciences誌の編集長を務めた。NACAがNASAに改組されると、1965年12月2日に死去するまでその長官代理を務めた。
アームストロング飛行研究センター（旧ドライデン飛行研究センター）の歴史チーフであるマイケル・ゴーンは、ドライデンのことを物静かな引っ込み思案な人物で、控えめで勤勉であったと記述している。忍耐強く、良い教師であり、他人との協力を有効に行った。信心深いメソジストであり、そのため自己宣伝を嫌った。成人後はずっと在家の聖職者であった。Mary Libbie Traversと結婚し、4人の子供を儲けた。
2009年のアポロ11号打上げ40周年に際し寄稿したトム・ウルフは、ドライデンが1961年4月にジョン・F・ケネディ大統領に、宇宙開発競争でソビエト連邦に追いつく方法として有人月飛行の提案を直言したとしている。ウルフは、ケネディが、NASA長官であるジェイムズ・エドウィン・ウェッブ及び副長官であるドライデンとの会談の時点で、1957年のスプートニク1号から1961年のこの月の有人軌道飛行までの一連のソビエトの「先行」に対し、ひどく尻込みしていたと述べている。ウェッブ及びドライデンと会談したその月に、ケネディはアポロ計画により10年以内に人類を月に送ると宣言した。ウルフによると、目標の設定に際し、ケネディはドライデンの進言を信用していなかったという。
また彼は、全米技術アカデミーの創設メンバーの1人である。
1998年のテレビドラマ『フロム・ジ・アース/人類、月に立つ』では、ジョージ・バートノフによって演じられた。

## 受賞等
- w:President's Certificate of Merit
- ダニエル・グッゲンハイム・メダル 1950年
- ライト兄弟記念トロフィー 1956年
- エリオット・クレッソン・メダル 1960年
- ラングレー・ゴールドメダル 1962年
- ジョン・フリッツ・メダル 1963年
- アメリカ国家科学賞工学部門 1965年[5]
- コリアー・トロフィー 1965年
- 16の名誉博士号
- アメリカ科学振興協会メンバー
- 米国科学アカデミーメンバー
- 1976年3月26日にNASAの飛行研究センターをドライデン飛行研究センターと改名（2014年3月1日にアームストロング飛行研究センターと再改名）
- 月のクレーター ドライデン (クレーター)